# EDHEC Business School
EDHEC Business School (École des hautes études commerciales du Nord, plus couramment EDHEC), est une grande école de commerce et de gestion française, privée, de statut associatif à but non lucratif (association loi de 1901),,, membre de l'université catholique de Lille et dont le campus principal est situé à Roubaix.
Fondée à Lille en 1906, elle prend le nom d'École des hautes études commerciales du Nord en 1951, d'où elle tire son acronyme. À partir des années 2010, elle possède des campus à Lille, Nice, Paris, Londres et Singapour.
L'établissement délivre des formations à la gestion, en particulier un cursus après les classes préparatoires (CPGE) appelé « Programme Grande École » et conférant le grade de master (bac +5). Il délivre également un « bachelor en administration des affaires (BBA) » (bac +4), une maîtrise en administration des affaires (MBA) et un diplôme d'établissement nommé PhD, qui n'est pas un doctorat. Elle délivre aussi des MsC dans divers domaines liés à la gestion. L'EDHEC forme à trois filières différentes : management, finance et Data&AI créé en 2023[source secondaire souhaitée].
Reconnue pour son excellence académique, l'EDHEC est régulièrement citée comme l'une des meilleures écoles de commerce en France et dans le monde pour ses diplômes d'établissements de Master en Management et de MBA, dans des revues grand public comme le Financial Times, Le Figaro et Challenges. En France, elle côtoie généralement dans les classements HEC, l'ESSEC, l'ESCP, et EM Lyon, l'EDHEC y étant placée de la  2e à la 5e place selon les publications.

## Histoire

### Genèse (1906–1949)
L'École des hautes études d'ingénieur (HEI) est fondée par la faculté des sciences de l'université catholique de Lille en 1885 afin de contribuer à la formation des ingénieurs français. La révolution industrielle fait du nord de la France un des centres français de cette révolution. Les élites textiles lilloises, constatant la nécessité d'une formation commerciale et financière, font créer en 1906 à l'HEI une section dédiée au commerce. L'école devient alors l'HEIC, l'école des Hautes études industrielles et commerciales. Sur les sept étudiants inscrits la première année, seuls deux obtiendront le certificat d'études supérieures commerciales.
À la rentrée 1921, la section des Hautes études commerciales du Nord ou HEC Nord est rattachée à la faculté libre de droit de l'université catholique de Lille, fondée en 1875. En 1946, l'effectif total d'étudiants s'élève à 156.

### De l'après-guerre aux années 1980

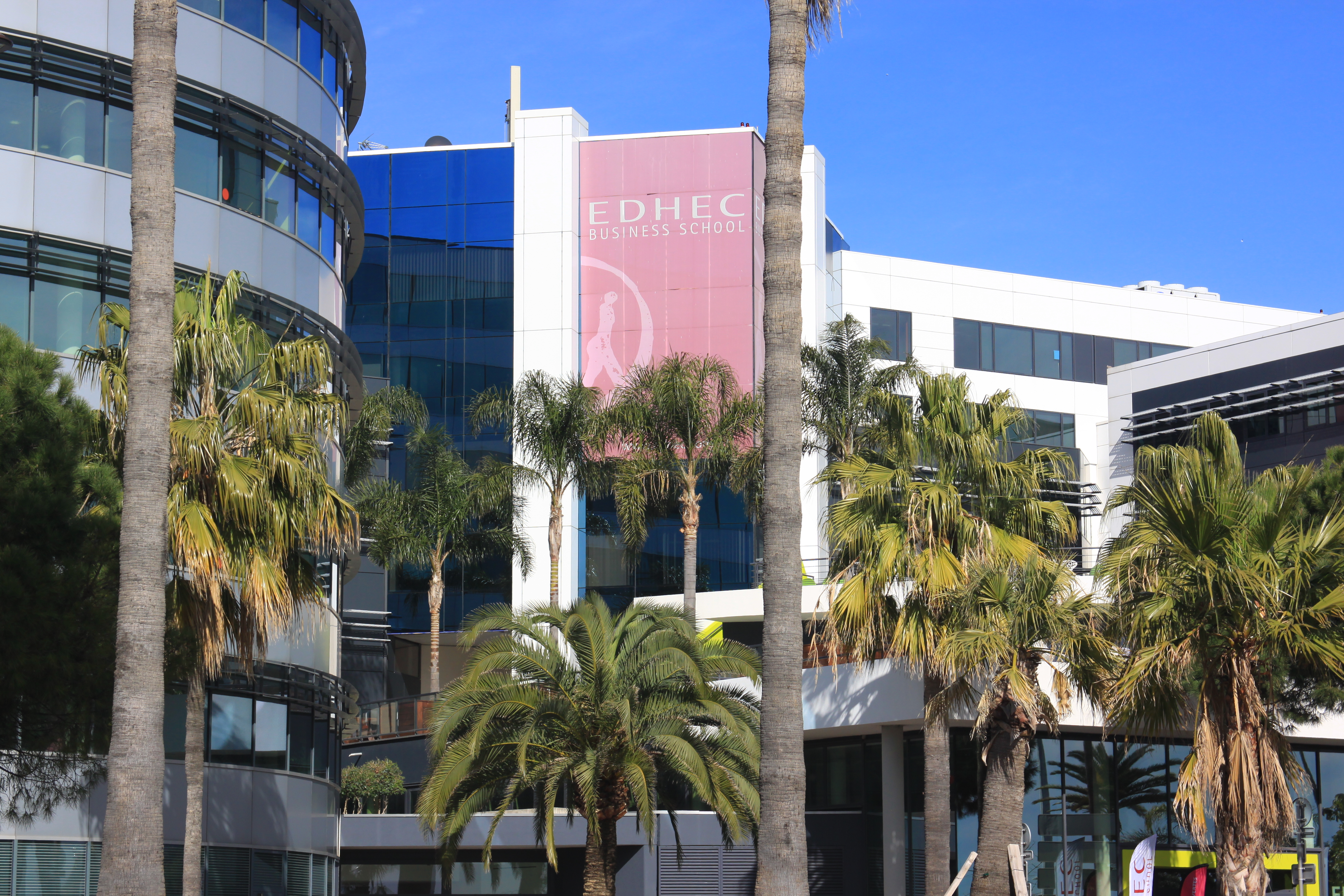
Second campus de l'école, à Nice, est ouvert en 1991, alors que peu d'écoles se lancent encore dans des expansions géographiques.

En 1951, un conflit judiciaire a lieu avec HEC, dont le nom était protégé, et amène HEC Nord à se renommer l'EDHEC (École des hautes études commerciales du Nord)[réf. non conforme].
En 1956, l'EDHEC quitte le bâtiment de l'université catholique de Lille pour emménager dans « l'hôtel EDHEC », au 67 boulevard Vauban. À la rentrée 1962, l'EDHEC accueille 185 élèves dont 13 filles. Le baccalauréat est rendu obligatoire pour pouvoir intégrer l'école en 1966. Au cours de cette décennie, l'EDHEC déménage à nouveau pour s'installer au 47 boulevard Vauban, dans des locaux qui s’avéreront eux-mêmes trop petits pour suivre la croissance de l'école .
La rentrée 1976 a lieu dans un bâtiment neuf situé au 58 rue du Port. L'école bénéficie de ses liens forts avec le secteur de la grande distribution française qui émerge dans les Hauts de France à cette époque-là, avec notamment l'expansion des groupes Auchan et Carrefour. Le Groupe EDHEC lance l'École supérieure de management des entreprises (ESPEME) (Bac +4) en 1988 à Lille[réf. non conforme].

### Ère Oger (1988–2017)

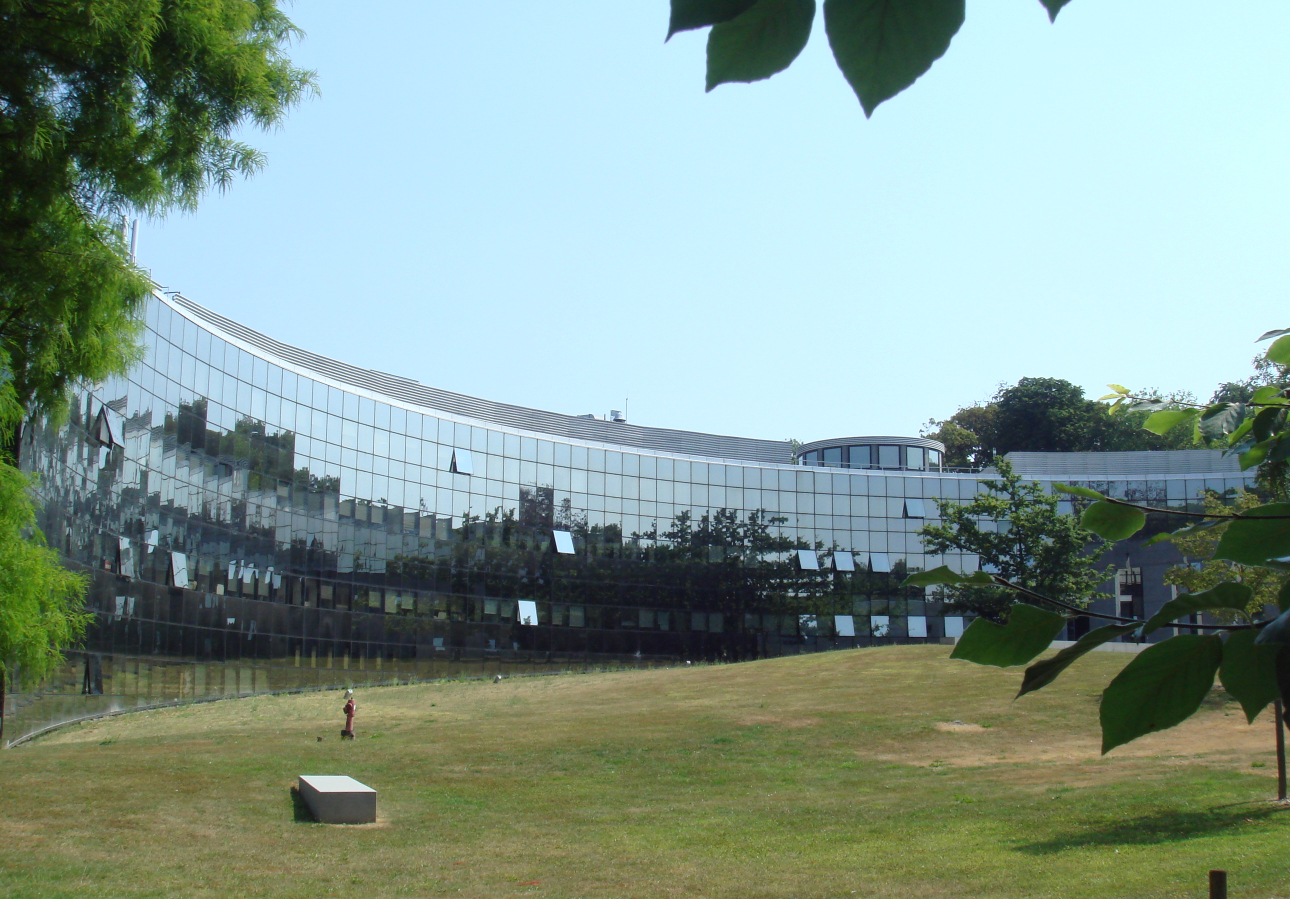
Edhec, Campus de Lille, inauguré en 2010.

Olivier Oger est élu à la présidence de l'école en 1988. Le modèle économique de l'établissement repose à l'époque sur le recrutement annuel de professeurs non permanents. La nouvelle direction transforme ce modèle et multiplie par dix le nombre de professeurs permanents, tout en créant des laboratoires de recherche propres à l'école. Oger développe notamment des doubles formations, avec l'université catholique de Lille par exemple, ainsi que de nombreux partenariats internationaux.
Le projet de croissance de l'EDHEC implique que celle-ci ouvre un second campus en France. Alors que peu d'écoles de commerce se lancent dans la multiplication de leurs campus à l'époque, l'EDHEC fonde en 1991, un campus à Nice.
En 1993, l'EDHEC quitte la banque Ecricome et rejoint la banque commune d'épreuves BCE. En 1999, L'EDHEC obtient l'accréditation EQUIS, et lance son site internet. L'école ouvre son campus à Londres et lance le premier diplôme d'établissement Master of Science de France, qui n'est pas un diplôme national de master. En 2003, l'EDHEC obtient l'accréditation AMBA, puis l'accréditation Association to advance collegiate schools of business (AACSB) en 2005.
Au début des années 2000, une stratégie de recentrement de l'école sur quelques formations de pointe est mise en œuvre. L'établissement cherche alors, en plus des parcours académiques spécialisés en entrepreneuriat et en droit, à développer une spécialisation en finance. Le diplôme d'établissement master en finance alors rénové connaît une croissance de sa notoriété, qui aboutit en 2018 à son accession à la première place du classement du Financial Times des masters en finance. L'école investit aussi dans la création d′EDHEC Risk Institute et se lance dans la vente de travaux de recherche et d'indices financiers aux entreprises, qui lui rapporte dans les années 2010 environ 15 millions d'euros par an. Le recours à Internet et aux nouvelles technologies de l'enseignement se développe[réf. non conforme]. Dans le même temps, l'école vit une expansion importante, avec une multiplication par dix du nombre d'étudiants entre 1988 et 2017. Le nombre de professeurs atteint 150. Le budget est dans le même temps multiplié par 25, passant de 5 à 125 millions d'euros. Cela s'accompagne également d'une hausse des frais de scolarité, à 44 200 € pour le Programme Grande école. Cette expansion permet à l'EDHEC de signer des partenariats aboutissant à la création de doubles-diplômes avec des universités telles que le Massachusetts Institute of Technology ou Berkeley. En 2024, les frais s'élèvent à 54 000€.
Depuis 2005, l'intégralité des formations est assurée en langue anglaise, excepté l'année de pré-master. Le campus de Paris, pour la filière apprentissage, est créé en 2006. En 2007, la filière apprentissage ESPEME Lille est lancée.
En octobre 2010, le campus de Lille inaugure ses nouveaux bâtiments, sur une surface de 43 000 m2 située à cheval entre les communes de Croix et de Roubaix. L'EDHEC quitte alors son berceau historique du quartier Vauban. La même année, l'EDHEC ouvre un Campus à Singapour. Il s'agit de la première implantation permanente de l'EDHEC en Asie. L'année suivante marque la fondation d'un campus Executive à Londres. En 2012, l'EDHEC inaugure son nouveau campus Executive à Paris.

### Ère Emmanuel Métais (depuis 2017)
Emmanuel Métais est élu directeur général de l'EDHEC en 2017, succédant ainsi à Oliver Oger. Celui-ci dirigeait le groupe depuis 1988,.
En 2019, l'EDHEC signe un partenariat avec Sciences Po Lille instaurant un diplôme dit « double-master », permettant à des étudiants de l'EDHEC d'étudier les sciences politiques, et à ceux de Sciences Po Lille d'étudier le management et le commerce[source insuffisante]. L'EDHEC signe ensuite un partenariat d'échange universitaire avec l'université chinoise Tsinghua. Le nombre de professeurs permanents est alors de 114.
D'autres doubles diplômes naissent alors, avec Centrale Lille et l'ESJ notamment[source secondaire souhaitée].
En 2020, l'EDHEC engrange 200 millions d'euros lorsque l'école vend à la Bourse de Singapour 97% des parts de Scientific Beta, une entreprise créée par les chercheurs de l'EDHEC,. D'après Emmanuel Métais, les revenus que généraient Scientific Beta permettaient de payer 15% du budget nécessaire pour financer le corps professoral de l'école.

## Formations
L'EDHEC propose plusieurs diplômes d'établissements allant du Bachelor (4 ans d'études) à un diplôme intitulé PhD (3 ans d'études après un grade de master, sans équivalence avec le diplôme national de doctorat), des master of science (sans équivalence avec le diplôme national de master) et des certificats destinés aux professionnels.

### Formation initiale

#### Bachelor
L'EDHEC propose un International Bachelor of business administration, qui est le diplôme post-bac de l'école. Le BBA EDHEC a été visé par l’État en 2016.
La formation est accessible directement après le bac via la procédure Parcoursup et s'ouvre à l'alternance dès la troisième abbée. Elle est également ouverte aux étudiants titulaires d'un diplôme de niveau Bac+2 (BTS) à travers une voie dédiée en troisième année. Cette voie d'admission fait également l'objet d'un partenariat avec Empower College, école post-bac située à Saint-Quentin-en-Yvelines, permettant à des profils boursiers d'intégrer l'école en alternance. 
Une formation en ligne (BBA Online) a été créé notamment pour les sportifs de haut niveau[réf. à confirmer]. Ce diplôme d'établissement est un Bachelor of Science[réf. nécessaire], le BSc Online, incluant deux spécialisations au choix : management et commerce ou marketing digital.

#### Programme Grande École

##### Accès au programme

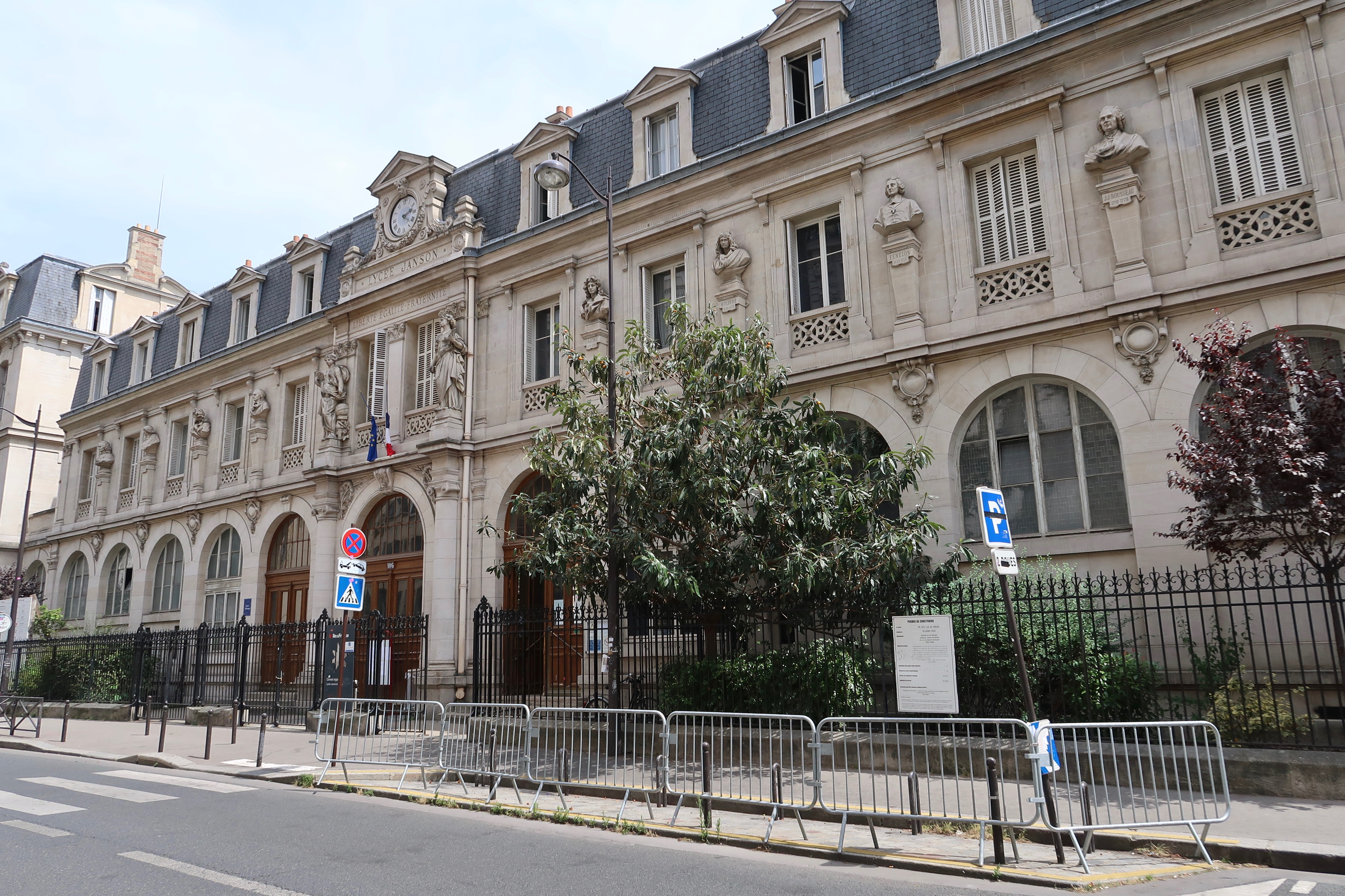
Le programme Grande École de l'Edhec est ouvert sur concours aux élèves de Classes préparatoires économiques et commerciales telles que celles du lycée Janson-de-Sailly (Paris).

Les étudiants du « Programme Grande École » de l'EDHEC sont sélectionnés à travers le concours BCE En majorité, les près de 3 750 étudiants qui suivent ce programme l'intègrent en première année (couramment appelée année de pré-master), après deux ou trois années de classes préparatoires ; en particulier les classes préparatoires économiques et commerciales (couramment appelées « prépas HEC »ou ECG). 490 places sont offertes par le biais de ce concours, pour environ 5 000 candidats inscrits, et environ 9 000 élèves de classes préparatoires économiques et commerciales. Ce concours est rattaché à la Banque commune d'épreuves (BCE) pour les écoles de gestion (filière de classes préparatoires commerciales option économie ou géopolitique, et classes préparatoires lettres ENS A/L, ENS B/L, ENS LSH). L'EDHEC figure à la 4e place du classement SIGEM 2024, place qu'elle occupe depuis 2020. 
Chaque année, environ 190 étudiants, majoritairement issus de l'université ou de classes préparatoires scientifiques, intègrent aussi le programme en première année, et autant en deuxième année, via les admissions sur titre (AST1 ou AST2).

##### Programme
Le Programme Grande École de l'EDHEC est composé de trois années d'enseignement, qui correspond successivement à l'année dite de « pré-master » (qui se déroule après deux années d'études post-baccalauréat) et à deux années donnant accès au diplôme de l'EDHEC et une année de stage obligatoire. Ce diplôme n'est pas un diplôme national de master mais accorde le grade de master. Cette formation impose aux étudiants d'effectuer un semestre de stage au minimum, ou un semestre dans une université partenaire. Les étudiants finissent leur scolarité en se spécialisant dans le cadre d'un des dix Masters of Science de l'école.

#### Doubles-diplômes
L'EDHEC propose plusieurs doubles-cursus, dont certains aboutissent à l'obtention du diplôme de l'établissement partenaire,. Des doubles-diplômes existent avec l'École nationale supérieure des mines de Paris et HEC Montréal.

#### PhD en finance
L'EDHEC propose un diplôme d'établissement nommé « PhD in Finance », qui n'est pas reconnu par l'État, et n'est pas un diplôme national de doctorat. Il ouvert aux détenteurs de diplômes en mathématiques statistiques, économie ou finance, depuis 2008. Les étudiants doivent suivre des modules de cours pendant leur formation.
Le diplôme propose une filière de formation initiale, mais aussi de formation continue pour des professionnels. Les étudiants proviennent d'établissements tels que la Wharton School de l'université de Pennsylvanie, l'université Yale, la London School of Economics, la Haas School of Business de l'université de Berkeley, ou encore l'université de Toronto. Les étudiants suivent leur formation dans les laboratoires de l'EDHEC Risk Institute, à savoir sur les campus de Nice, de Londres. Les étudiants peuvent bénéficier de l'aide de l'établissement pour trouver des postes de chercheurs contractuels dans des grandes écoles ou universités telles que l'ESSEC, l'université de Princeton ou encore l'université Bocconi.

### Formation continue -Executive Educationet MBA
L'EDHEC Executive Education est une offre de formation pour professionnels proposée par l'école. La formation continue est classée parmi les trois premières de France et les dix meilleures du monde par le Financial Times en 2022.
Le diplôme d'Executive MBA associe des cours fondamentaux académiques et une expérience sur le terrain.

## Frais de scolarité
En 2015, Le Monde indique que les frais de scolarité de cet établissement privé sont de 45 000 euros pour trois ans d'étude (et une année de césure). En 2020, pour le programme Bachelor, ils varient de 11 000 euros (parcours « Business Management ») à 16 000 euros (parcours « Global Business ») par an, d'après l'EDHEC. En 2024, ils varient autour de 54 000 euros pour le PGE.

## Campus
L'école propose des formations réparties sur cinq sites y compris ses nouveaux campus Executive à Paris, Singapour et Londres. Les deux campus académiques, à Lille et à Nice, en phase avec les standards internationaux, accueillent l'ensemble du panel des activités de l'école : formation initiale, formation continue, recherche…

### Campus de Lille

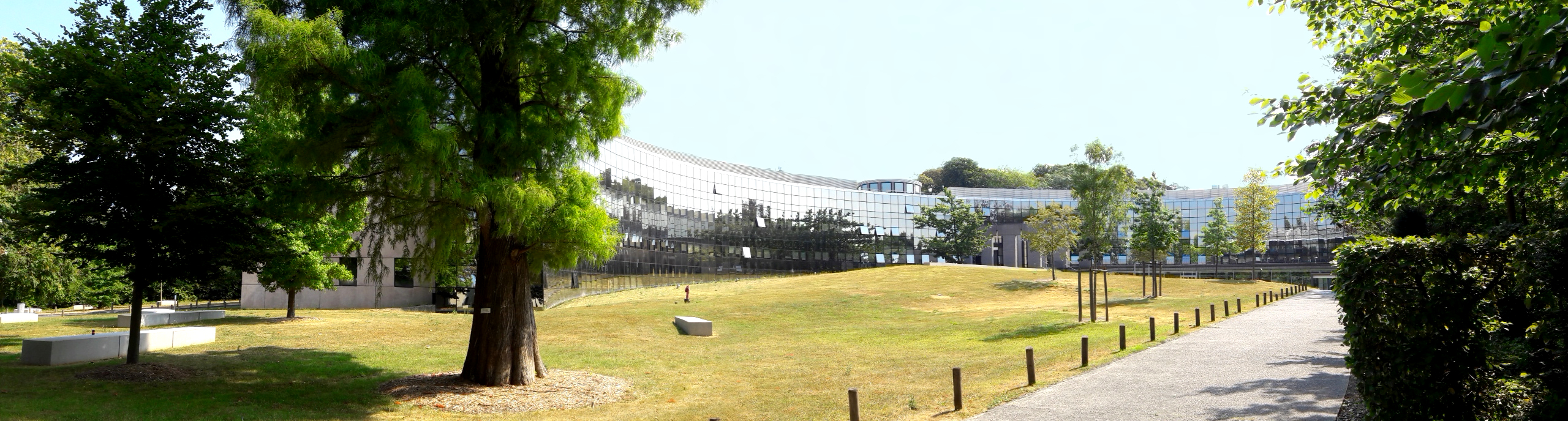
Panorama du campus.

Implanté à Lille depuis 1906, l'école a installé son nouveau campus aux normes HQE dans un parc de 8,5 hectares à cheval sur les communes de Croix et de Roubaix dans la Métropole européenne de Lille  depuis la rentrée 2010. Il regroupe l'ensemble des activités de l'EDHEC en région (EDHEC, ESPEME, MBA, Masters of Science, formations continues). Le groupe y dispose de 43 000 m2 de locaux, 21 amphithéâtres, deux salles de spectacle, une salle de marché, quatre salles informatiques, un incubateur et accélérateur de projets d'entreprises (start-up), trois restaurants et 3 200 m2 d'équipements sportifs.
Le campus est situé à proximité du parc Barbieux, dans un quartier résidentiel de grandes villas construites par les industriels et l'ancienne bourgeoisie de la région lilloise.

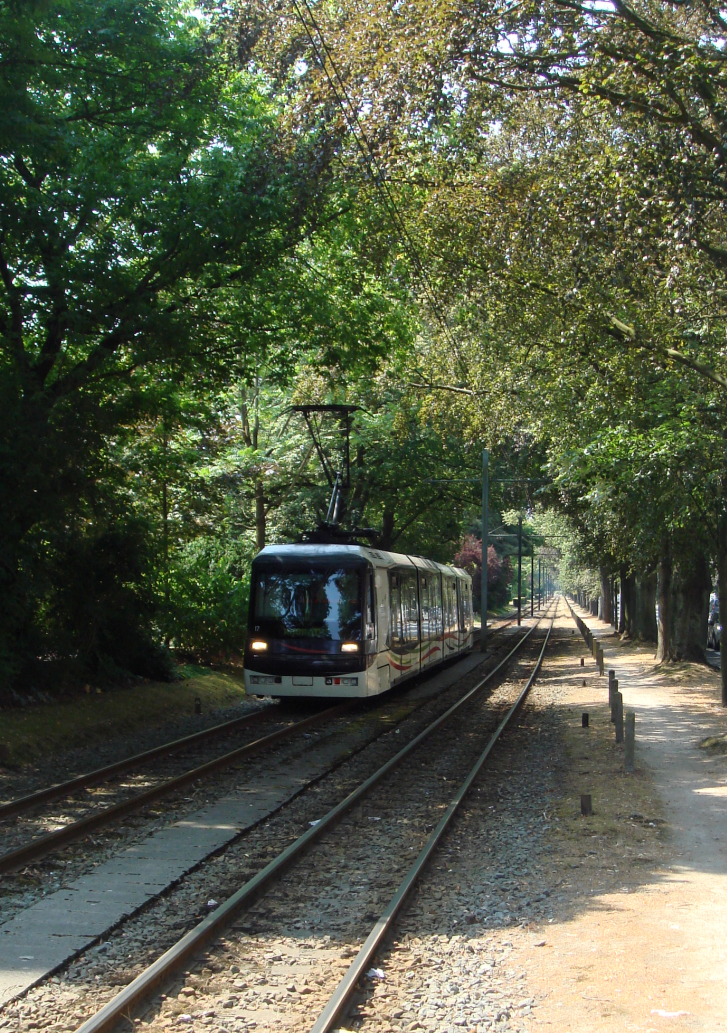
Tramway en provenance de Lille, station Parc Barbieux, devant l'Edhec.
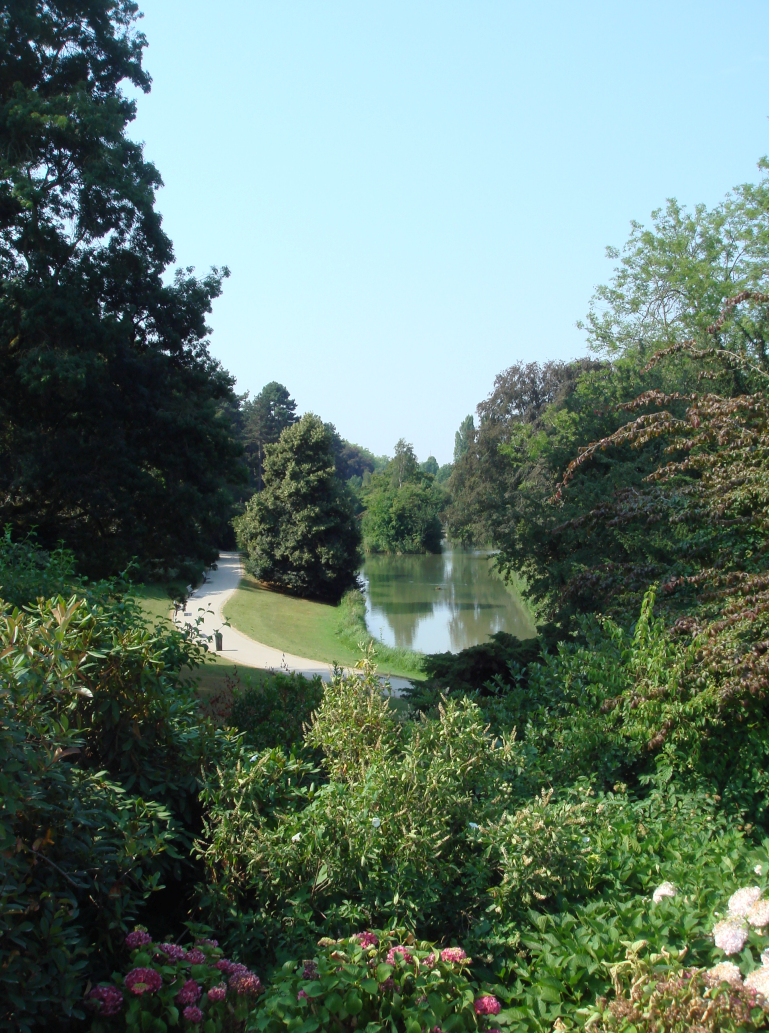
Parc Barbieux devant l'Edhec.
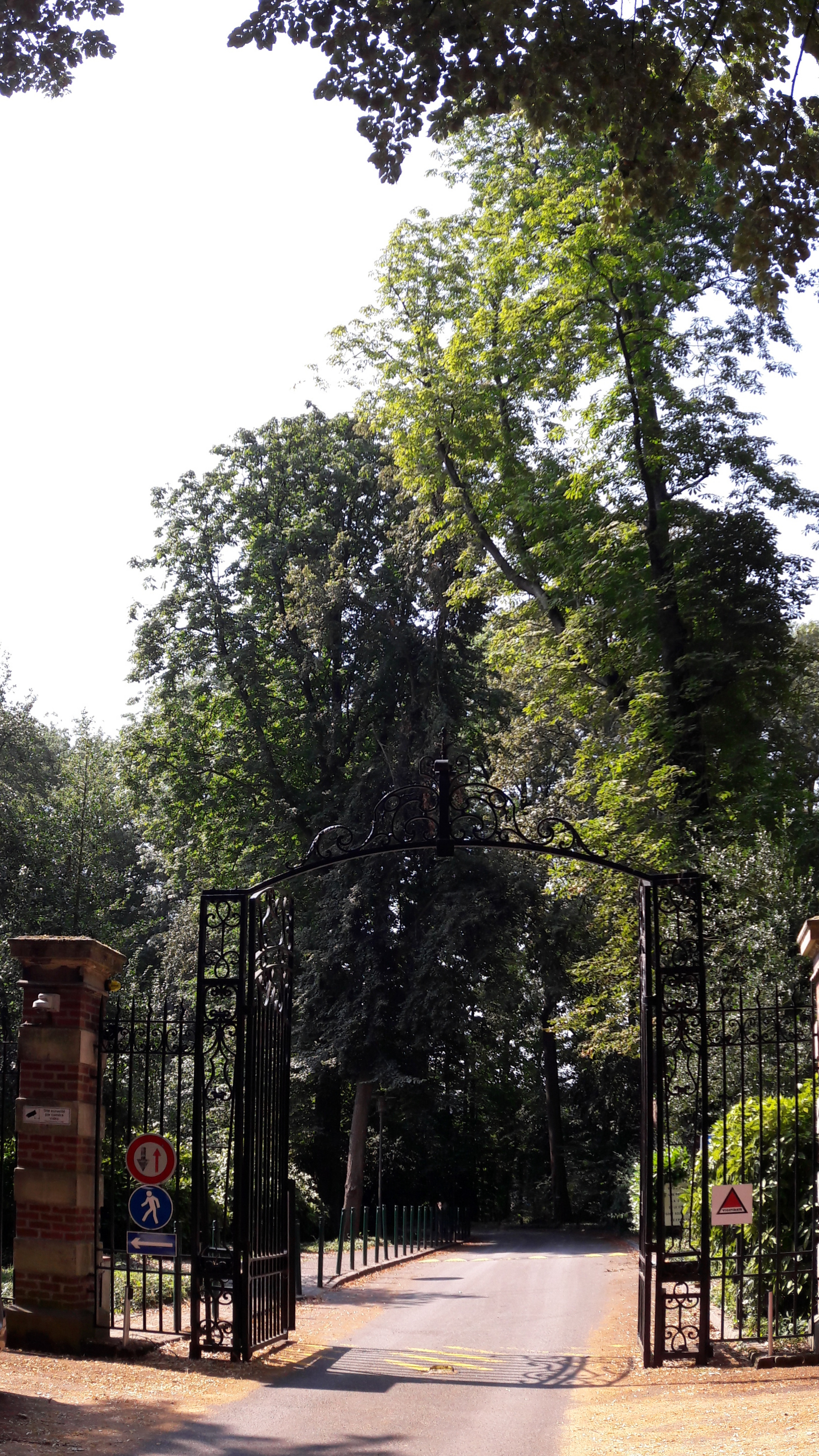
Entrée nord du Campus de l'Edhec.
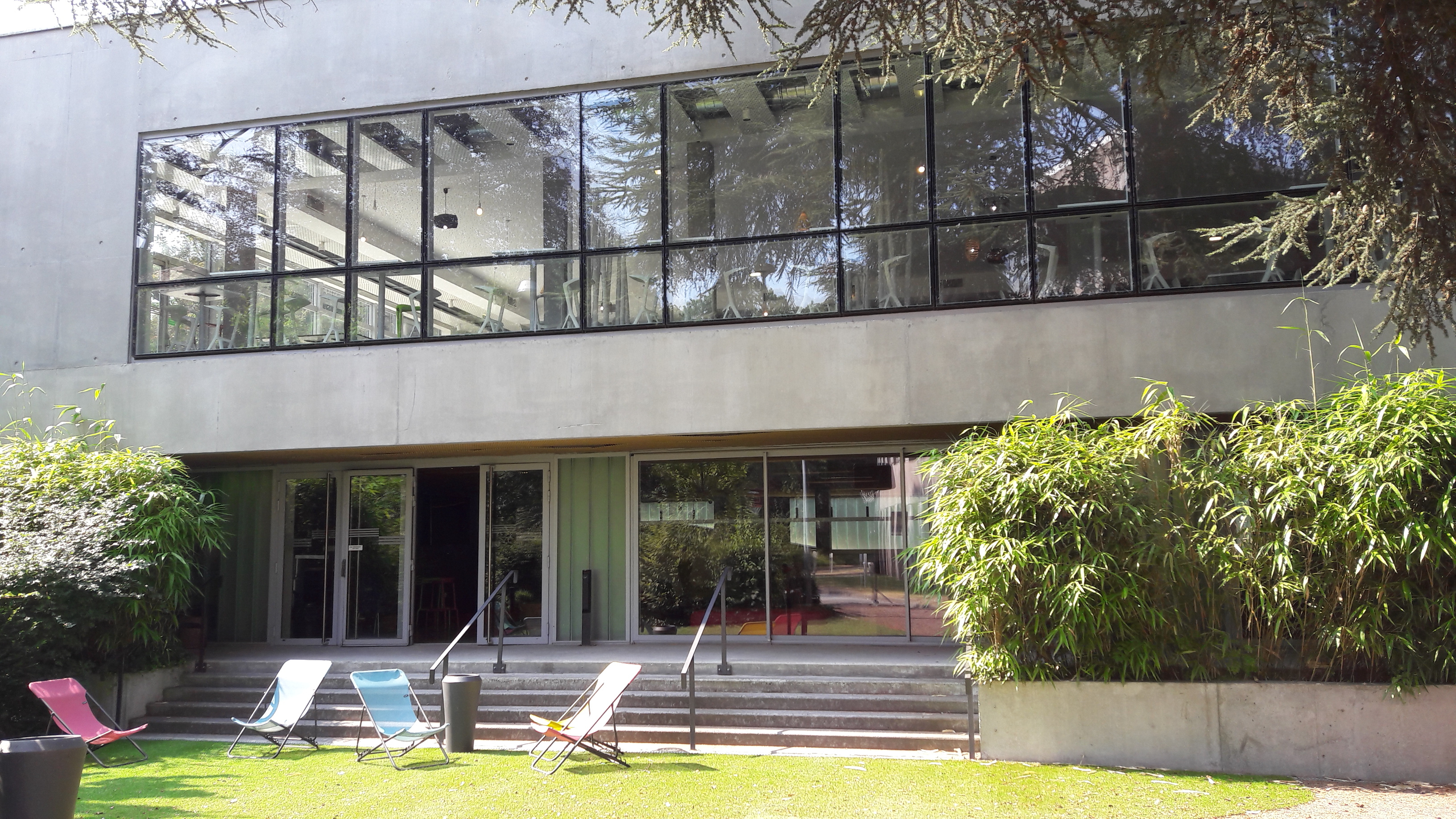
Foyer des élèves.
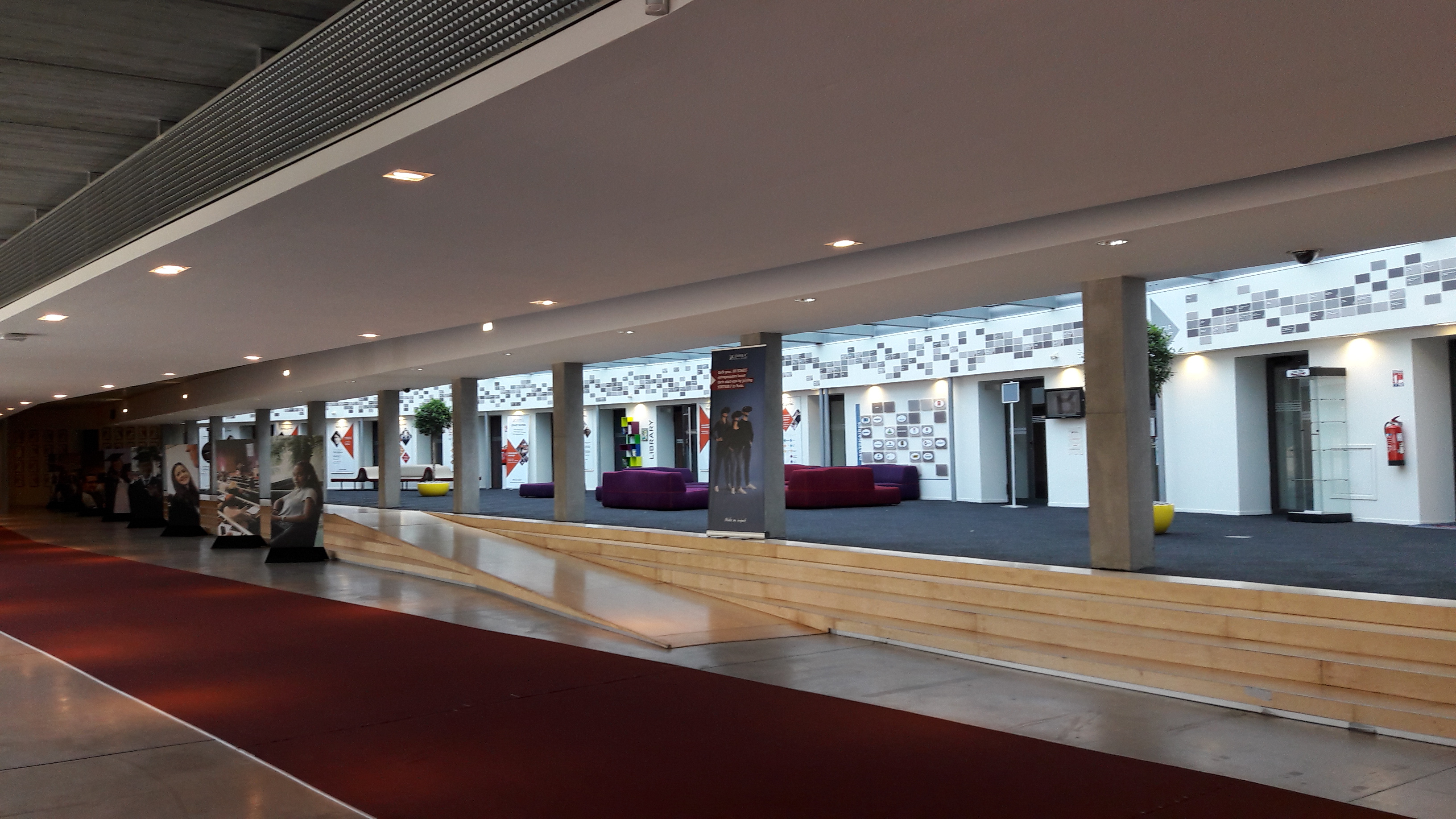
Hall principal.
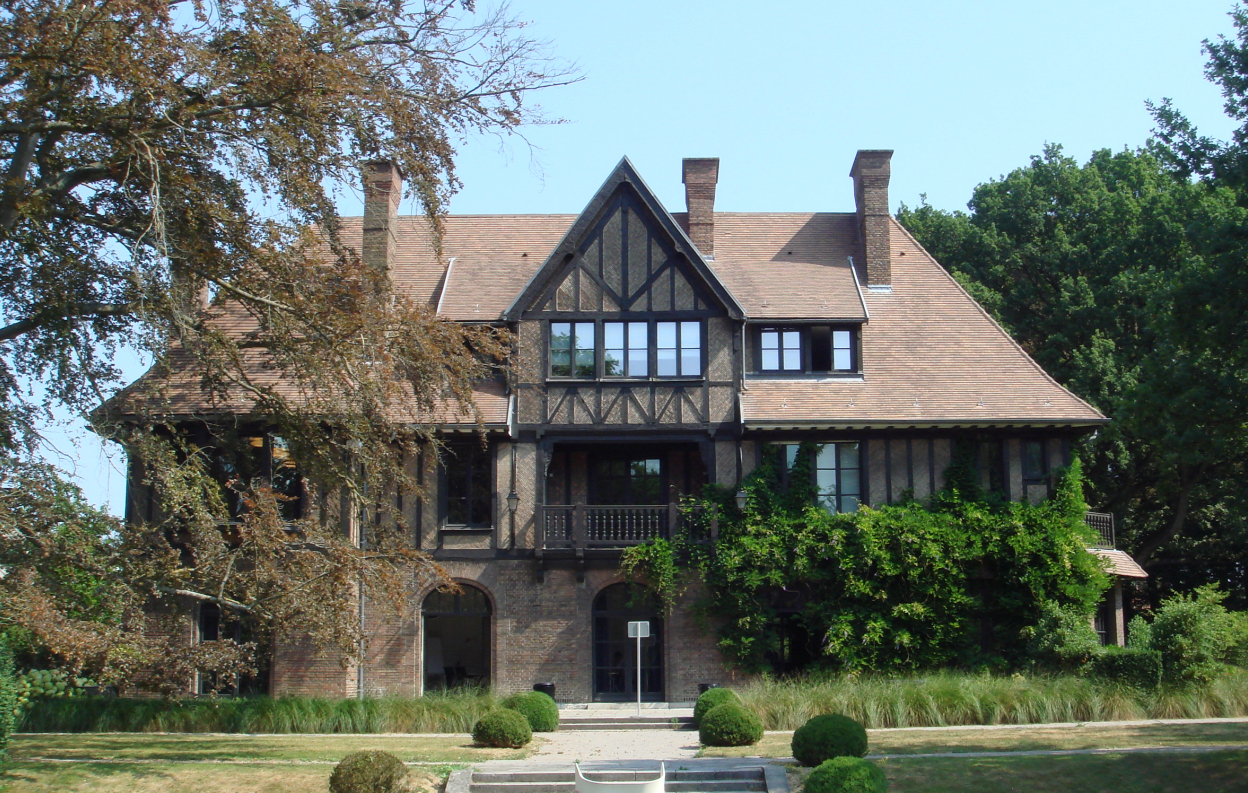
Edhec, le "Manoir", Campus de Lille.

### Campus de Nice

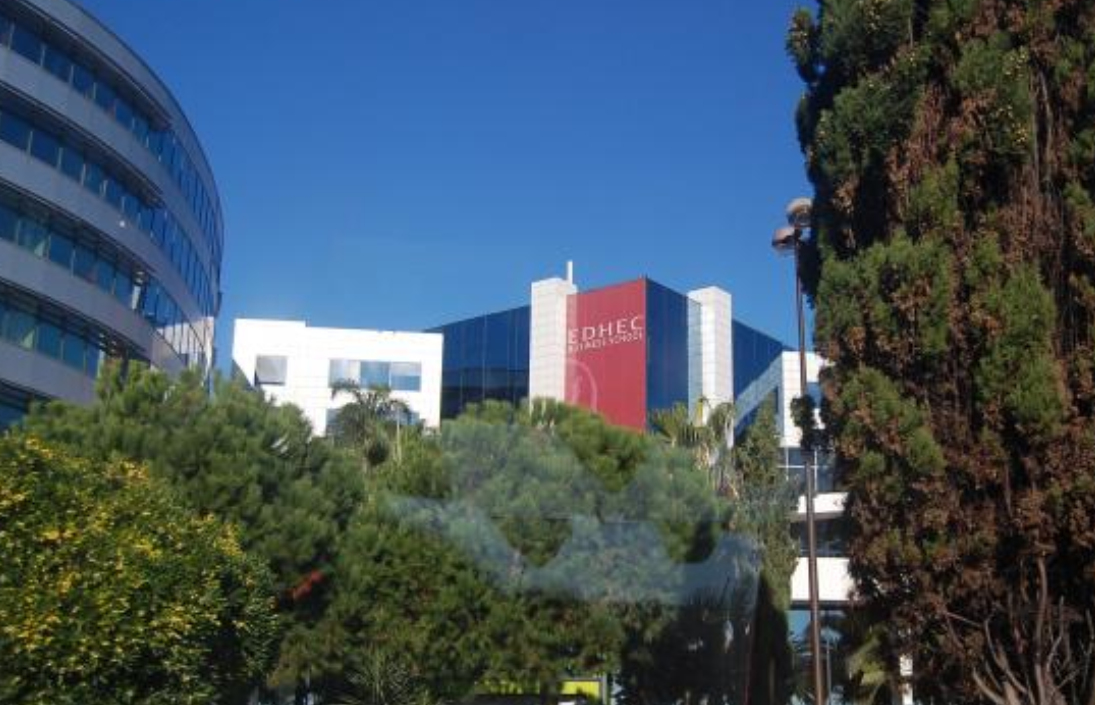
Edhec, campus de Nice.

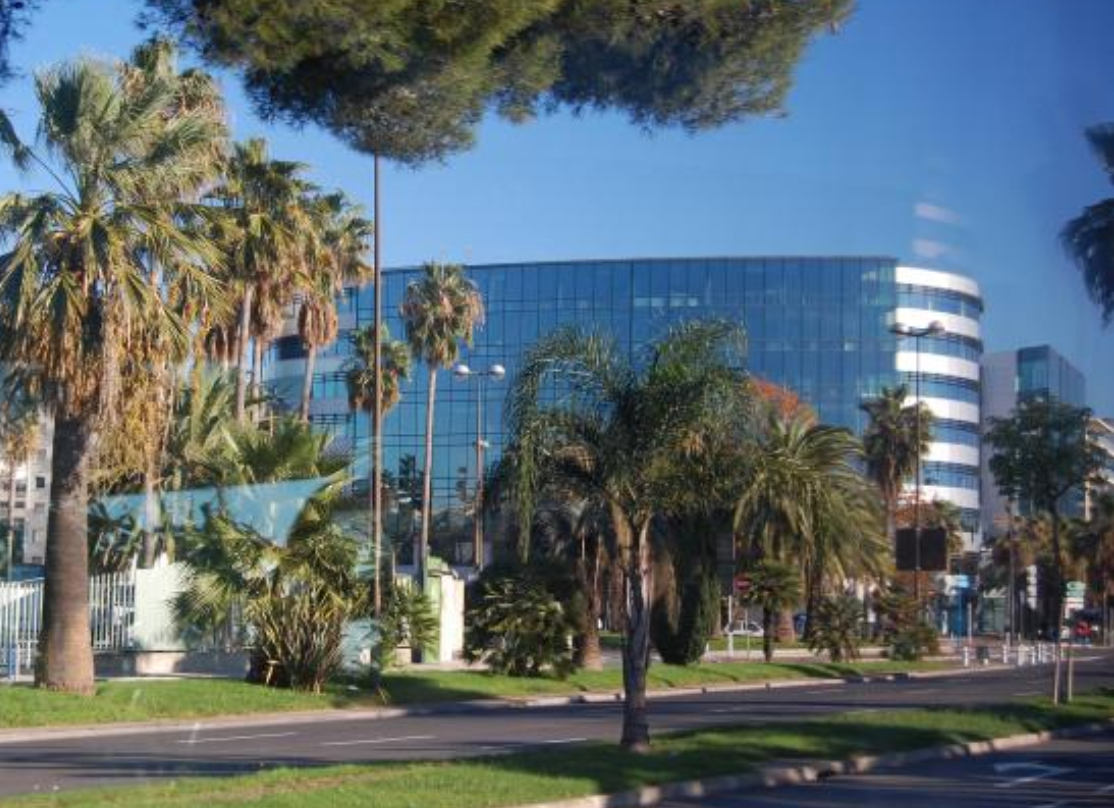
Bâtiment principal, Edhec, campus de Nice.

Le campus accueille 2 000 étudiants et propose des formations premières, dont une spécialisation en économie financière, un MBA full-time, un PhD en finance, de la formation continue intra et en est le siège principal du centre de recherche en finance, l'EDHEC-Risk Institute. Le campus, qui s'étend sur 11 500 m2 s'est agrandi de 5 000 m2 depuis la rentrée 2013, offrant ainsi aux étudiants de nouveaux espaces dédiés aux cours, des installations sportives ainsi que des locaux administratifs, treize amphithéâtres et vingt-deux salles de cours.[source secondaire souhaitée] Ce campus compte également avec un espace d'incubation d'entreprises.

### Paris
Le campus de Paris rassemble les programmes dirigeants en formation continue, notamment l'Advanced Management Programme, le pôle de recherche en économie, le pôle de recherche en analyse financière et comptabilité, l'Association des Diplômés et la Direction Entreprises et Carrières, ainsi que la filière apprentissage européen. Le campus parisien, hébergé dans le bâtiment classé Le Centorial, double sa surface en 2018 pour atteindre 1 500 m2 et afin d'accueillir cours, événements et pôles de recherche. L'entrepreneuriat est aussi présent sur le campus parisien notamment à travers la présence de l'EDHEC à Station F depuis son inauguration en 2017.

### Londres
Présent à Londres depuis 1998, l'EDHEC y propose depuis lors des services sur mesure aux entreprises et aux diplômés. Une activité de formation continue spécialisée s'est mise en place, en particulier dans le secteur de la finance. Depuis 2003, l'EDHEC a ainsi accueilli plus de 5 000 professionnels de la City dans ses séminaires et conférences de recherche[source insuffisante].

### Singapour
L'EDHEC a ouvert à Singapour un campus Executive en octobre 2010. Le campus y accueille sa filiale Scientific Beta, l'EDHEC Risk Institute Asia ainsi que des formations continues (PhD in Finance, séminaires de formation, part time Executive MSc in Risk and Investment Management).

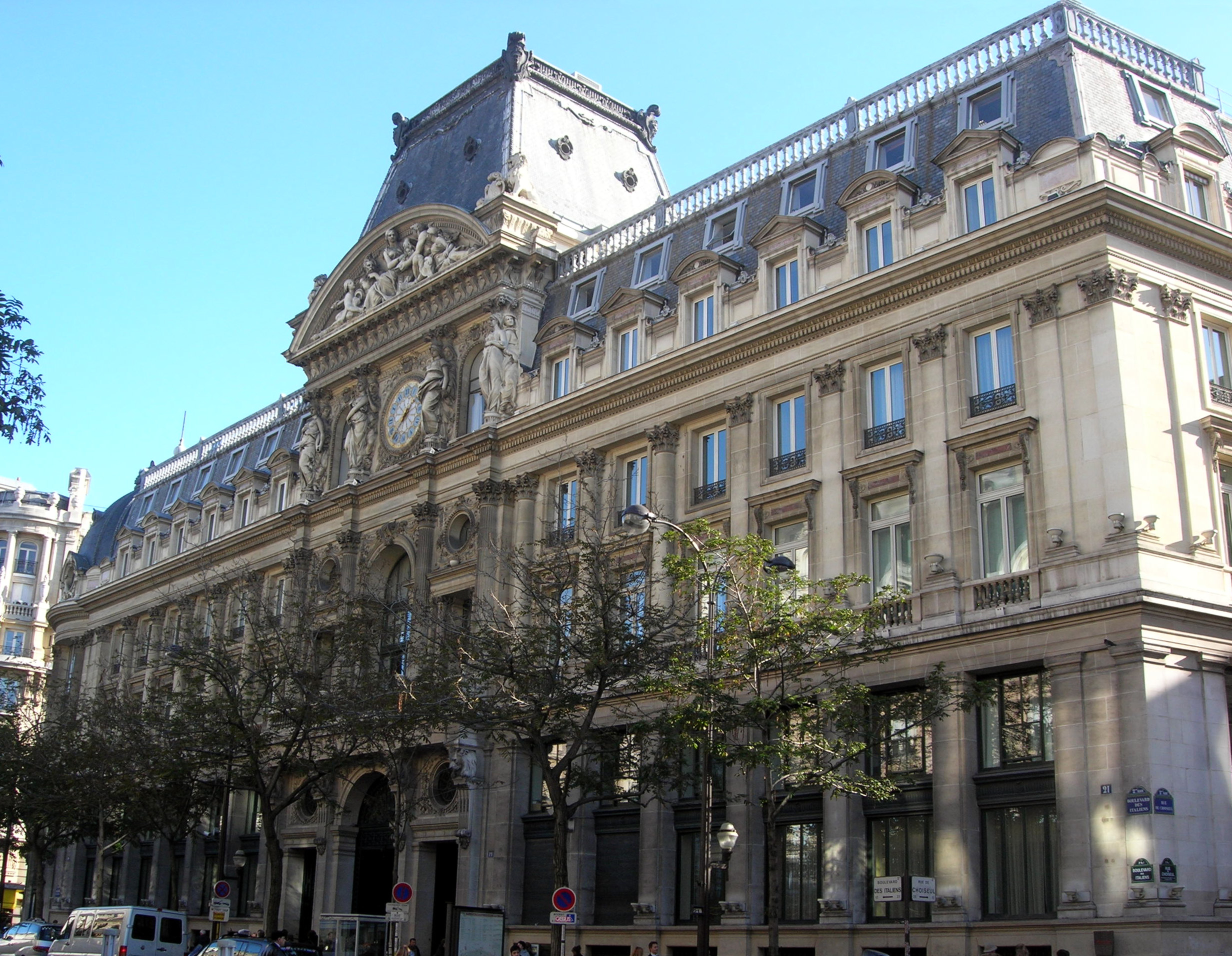
Campus parisien de l'Edhec, 2e arrondissement de Paris.
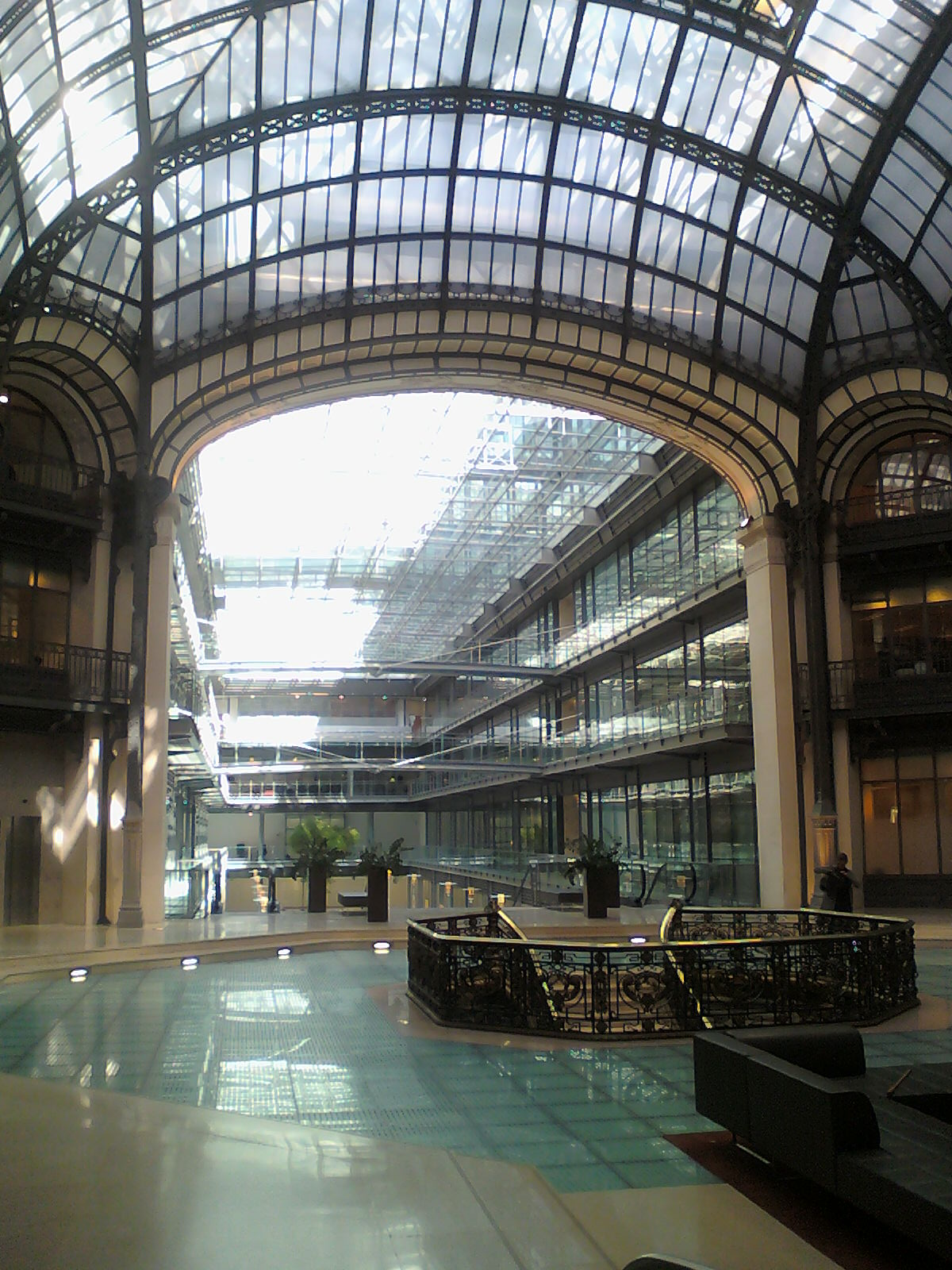
Galerie centrale du Campus parisien de l'Edhec.
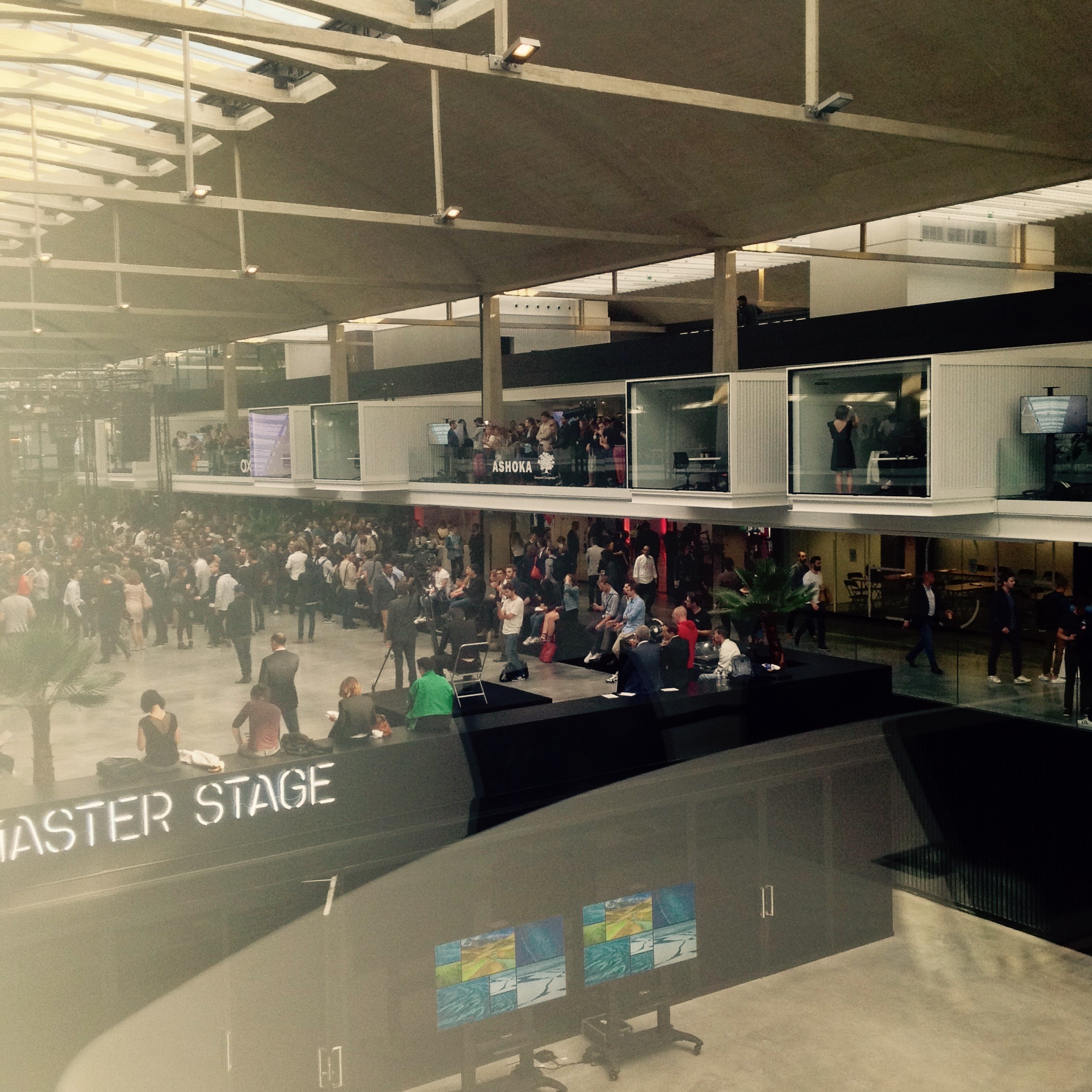
Edhec entrepreneuriat, Station F, Halle Freyssinet, Paris.
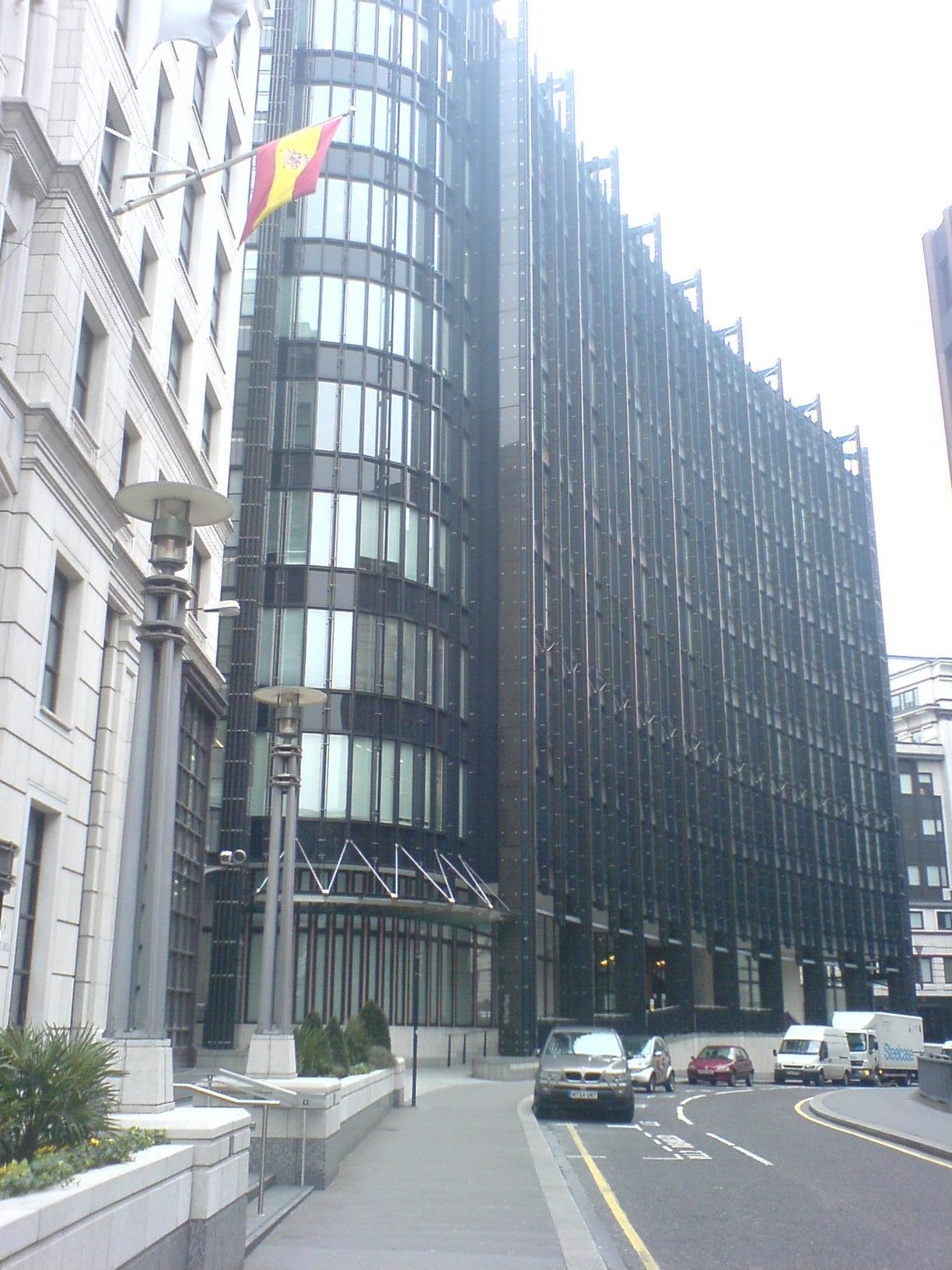
Campus de Londres, 10 Fleet Place, au cœur de la City.
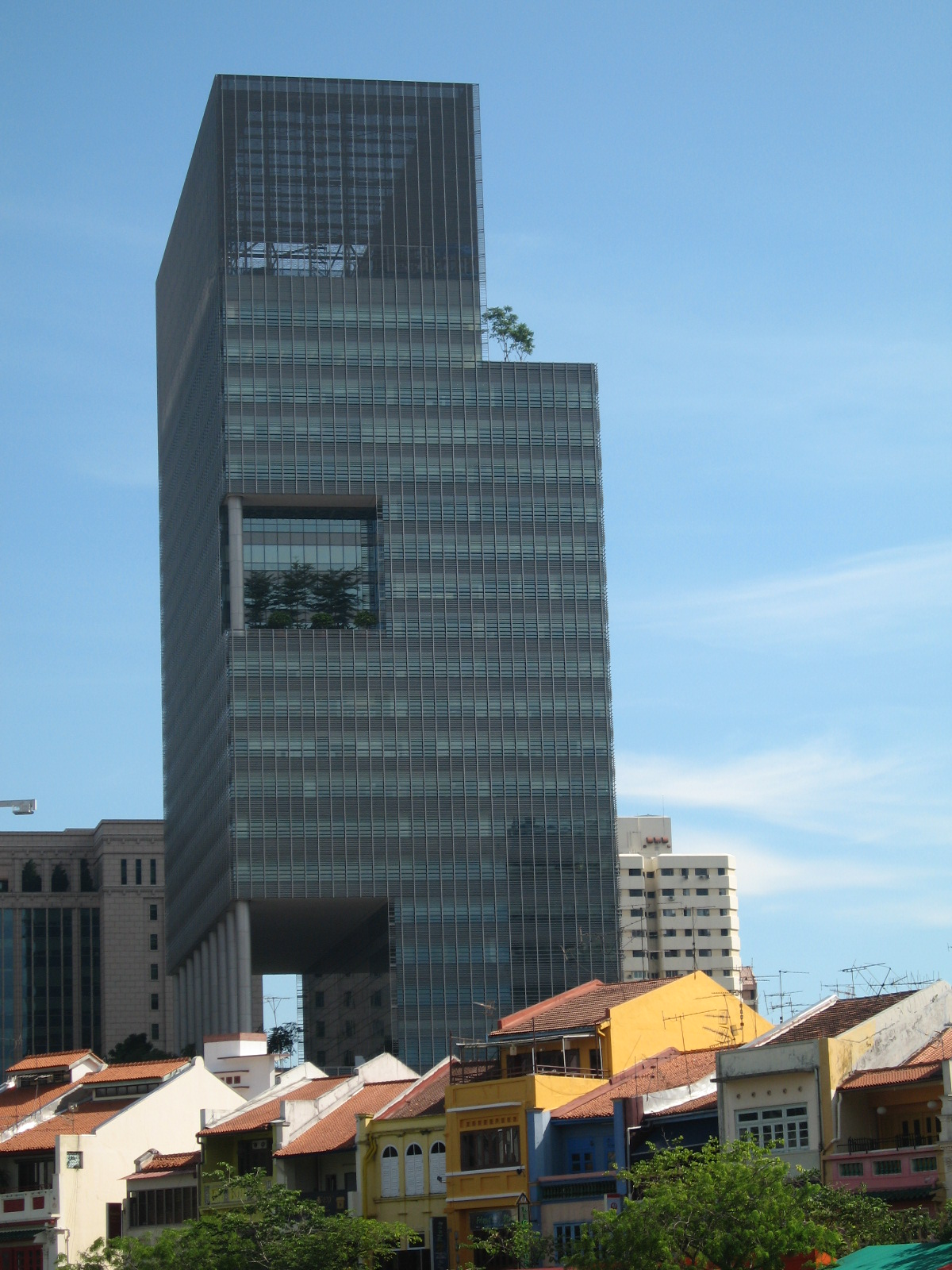
Campus de Singapour, 1 George Street.

## Recherche

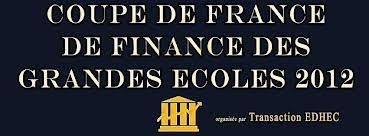
Coupe de France de Finance des Grandes Écoles 2012, Edhec Transaction.

L'EDHEC dépense 20 % de ses ressources financières pour la recherche. Certains programmes de recherche sont conduits en partenariat avec les universités de Princeton et de Yale.

## Vie étudiante

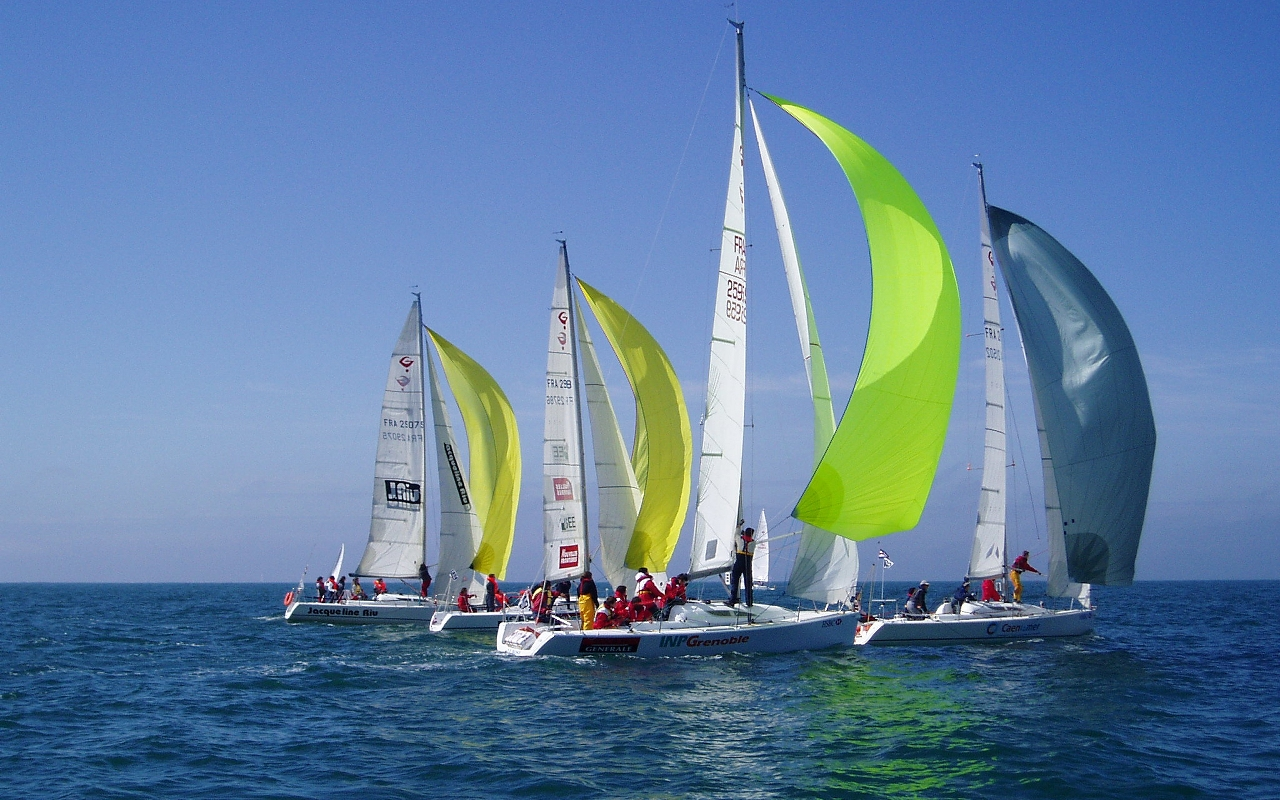
Des voiliers Grand Surprise participant à la de la Course Croisière EDHEC, organisée par des étudiants de l'école.

### Associations étudiantes
Parmi les associations créées et gérées par les étudiants de l'école se trouve la Course Croisière EDHEC, dite « CCE ». Fondée à l'école en 1968, cette association d'une cinquantaine d'étudiants organise chaque printemps une rencontre sportive réunissant plusieurs milliers d'étudiants du monde entier, et considérée comme le plus grand événement sportif étudiant d'Europe. Le renouvellement de ses membres est sélectif, la charge de travail associatif à assumer en parallèle du cursus académique conséquente, et l'association dispose d'un budget de 2,5 millions d'euros. La CCE est présentée comme l'une des « associations phares » de l'école.
Le festival de musique caritatif Le père Noël est-il un rocker ? est également fondé par des étudiants de l'EDHEC. Lancé en 1995, il vise à récolter des jouets pour enfants par le biais de concerts réunissant pour certaines éditions autour de 5 000 personnes.

## Classements
Plusieurs classements portent sur l'EDHEC. Selon le classement du Financial Times des dernières années (2017-2022), la filière « Financial Economics » du programme Grande École de l'EDHEC est classée de la 1re à la 5e place mondialement dans la catégorie Masters in Finance Pre-experience. La filière « Business Management » du programme Grande École est classée 9e mondialement dans la catégorie Masters in Management en 2021 ,,. L'EDHEC est aussi classée 4e école de commerce française en 2021 (derrière HEC, ESSEC et ESCP Europe) dans le classement mondial des Business Schools du Financial Times.
Pour les classements nationaux, l'école est régulièrement classée parmi les cinq meilleures écoles de commerce françaises, avec HEC, l'ESSEC, l'ESCP Europe, et EM Lyon, l'EDHEC étant placée de la 4e à la 6e place selon les classements, et régulièrement à la 4e place à partir de 2021. Selon le classement officiel SIGEM (qui comptabilise les choix d'affectation des étudiants des classes préparatoires à la suite des concours, hors choix des admissions sur titres), l'EDHEC est à la 4e place derrière HEC, l'ESSEC et l'ESCP Europe, et devant EM Lyon.
| Classements                                       | 2025 | 2024 | 2023 | 2022 | 2021 | 2020 | 2019 |
| ------------------------------------------------- | ---- | ---- | ---- | ---- | ---- | ---- | ---- |
| Classement SIGEM                                  |      | 4e   | 4e   | 4e   | 4e   | 5e   | 5e   |
| Challenges - Classement des écoles de commerce    | 5e   | 5e   | 3e   | 4e   | 4e   | 4e   | 4e   |
| Le Figaro - Palmarès des écoles de commerce       | 5e   | 4e   | 5e   | 4e   | 4e   | 5e   | 5e   |
| Le Parisien - Palmarès des écoles de commerce     | 4e   | 4e   | 4e   | 4e   | 4e   | 4e   | 4e   |
| Le Point - Palmarès Master des écoles de commerce |      | 5e   | 4e   | 4e   | 5e   | 5e   | 5e   |
| L'Étudiant - Palmarès général                     | 6e   | 4e   | 4e   | 4e   | 4e   | 5e   | 5e   |

| Palmarès                                                                     | 2022 | 2021    | 2020    | 2019    | 2018    | 2017    | 2016 |
| ---------------------------------------------------------------------------- | ---- | ------- | ------- | ------- | ------- | ------- | ---- |
| Classement Bloomberg - European best Business Schools                        | 14   | 13      |         |         |         |         |      |
| QS - Classement mondial des Masters en Marketing                             | 9e   | 7       | 9e      | 11      |         |         |      |
| QS - Classement mondial des Masters en Management                            | 14   | 14e     | 15e     | 13      | 14      |         |      |
| QS - Classement mondial des Masters en Finance                               | 22   | 22      |         | 26      | 21      |         |      |
| QS - Classement mondial MBA                                                  | 43   | 38      | 45      | 51      | 60      |         |      |
| QS - Classement mondial EMBA                                                 | 43   | 40      | 46      | 35      |         |         |      |
| Times Higher Education - employabilité                                       | 57   | 58      | 59      |         |         |         |      |
| Financial Times - Classement européen des Business Schools                   | 7    | 11      | 14      | 15      | 14      | 14      | 14   |
| Financial Times - Classement mondial des Masters en Management               | 12e  | 9e      | 16e     | 19e     | 17e     | 16e     | 15e  |
| Financial Times - Classement mondial des Masters en Finance (pre-expérience) | 5    | 5e      | 5e      |         | 3e      | 1re     | 4e   |
| Financial Times - Classement mondial Executive Education custom              | 6    |         | 8e      | 10e     | 27e     | 22e     | 29e  |
| Financial Times - Classement mondial Executive Education open                | 15   |         | 39      | 40      | 37      | 41      | 48   |
| Classement de Shanghai - Classement mondial en Management                    |      | 301-400 | 301-400 |         |         |         |      |
| Classement de Shanghai - Classement mondial en Finance                       |      | 151-200 | 100-150 | 76-100  | 76-100  | 151-200 |      |
| Classement de Shanghai - Classement mondial Business administration          |      | 301-400 |         |         |         |         |      |
| Classement de Shanghai - Classement mondial Economics                        |      | 401-500 | 401-500 | 301-400 | 301-400 |         |      |

## Personnalités liées

### Directeurs généraux
| Nom                                        | Période | Période | Titre             |
| ------------------------------------------ | ------- | ------- | ----------------- |
| Nom                                        | Début   | Fin     | Titre             |
| Daniel Leroux[source insuffisante]         | 1974    | 1982    | Directeur         |
| Jacques-Louis Keszler[source insuffisante] | 1982    | 1987    | Directeur         |
| Olivier Oger                               | 1988    | 2017    | Directeur général |
| Emmanuel Métais                            | 2017    | ...     | Directeur général |

### Professeurs
- Bollerslev, Tim, ancien professeur d'économie et de finance
- Fan, Jianqing, professeur de mathématiques financières

- Calvet, Laurent-Emmanuel (2016-2023), économiste et professeur de finance
- Leturque, Frédéric, professeur, maire d'Arras, conseiller régional

### Élèves
- Arnault, Delphine (1998), directrice adjointe de Louis Vuitton, fille de Bernard Arnault (groupe LVMH)
- Beaussant, Antoine, président du groupe Peugeot Saveurs
- Burke, Michael, PDG du département « mode » de LVMH[151]
- Cadéac, Bastien (2010), entrepreneur et présentateur télévisé
- Cantaloube, Brigitte, ex-directrice générale de Yahoo! France
- Chapon, Julie, cofondatrice de l'application mobile Yuka
- Freixe, Laurent, Directeur général de Nestlé[152]
- Guirado, Guilhem, joueur international de rugby[153]
- Mercier, Jean, journaliste et écrivain[154]

- De Bayser, Anne, secrétaire générale adjointe de l'Élysée
- Boumendil, Michaël, musicien et designeur sonore
- Kablan Duncan, Daniel, Premier ministre de Côte d'Ivoire, puis vice-président de la Côte d'Ivoire
- Guillemot, Michel, cofondateur d'Ubisoft
- Polge, Christian (1989), ex-PDG de la branche française de la Coca-Cola Company

- Anfruns, Julien, haut-fonctionnaire, homme d'affaires
- Buyse, Alain, sérigraphe et éditeur
- Fagnet, Jérôme (2014), auteur-compositeur-interprète et musicien français connu sous le nom de Broken Back
- Cayeux, Jean, résistant et député
- De Lur Saluces, Alexandre, viticulteur, gestionnaire du Château d'Yquem, maire
- Doligé, Éric, sénateur et député
- Gobert, Fabrice (1997), scénariste et un réalisateur de cinéma français
- Goldman, Jean-Jacques (1973), chanteur
- Guillemot, Gérard, cofondateur d'Ubisoft
- Kpokpoya, Nyedzi, joueuse de basket-ball
- Krimi, Sonia, députée LREM de la Manche (50)
- Lefert, Clément, nageur olympique
- Merle, Jean-François (1981), écrivain et éditeur
- Léopold-Metzger, Philippe, homme d'affaires franco-américain
- Navarre, Yves (1964) écrivain, fondateur du Syndicat des écrivains de langue française
- Rayepin, Yann, gymnaste artistique
- Roubert, Yann (2000), dirigeant d'entreprise
- Saint-Martin, Laurent, député
- Schumacher, Agathe, actrice et doubleuse
- Verzelen, Pierre-Jean,  Sénateur de France

### Autres
- Bénech, Clément, jury du prix EDHEC de littérature (2014)